# 小箐镇
小箐镇，是中华人民共和国贵州省貴陽市修文县下辖的一个乡镇级行政单位。
2017年7月3日，贵州省人民政府批复同意撤销小箐乡设立小箐镇，镇人民政府驻小箐村。

## 行政区划
小箐镇下辖以下地区：
小箐社区、小箐村、大坝村、杉林村、大兴村、郭田村、凤凰村、小坝村、青中村、紫江村、全兴村、宝山村、崇恩村、尖山村、龙塘村、新场村、万兴村和大林村。